# Traubenwäscher

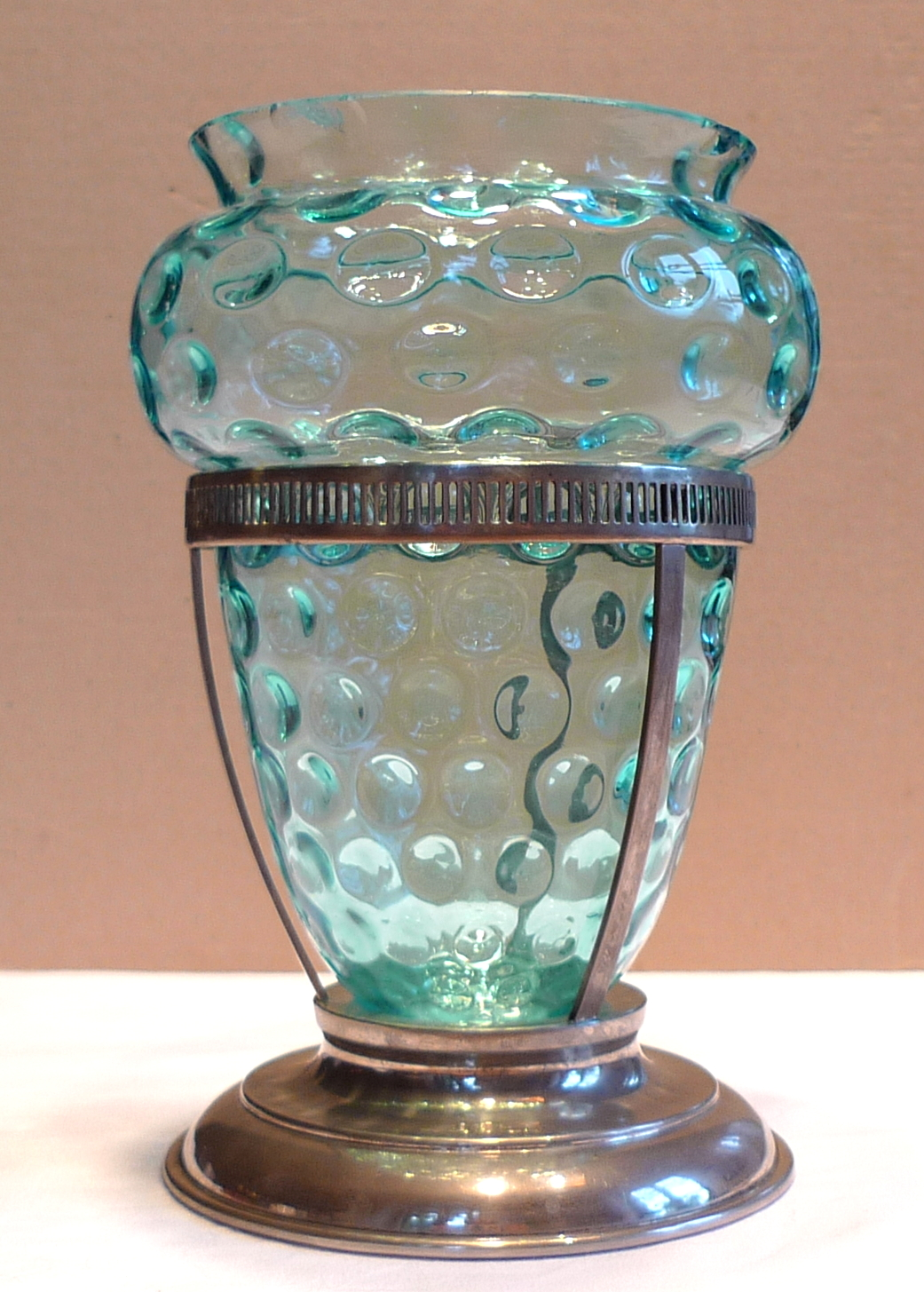
Traubenwäscher um 1900

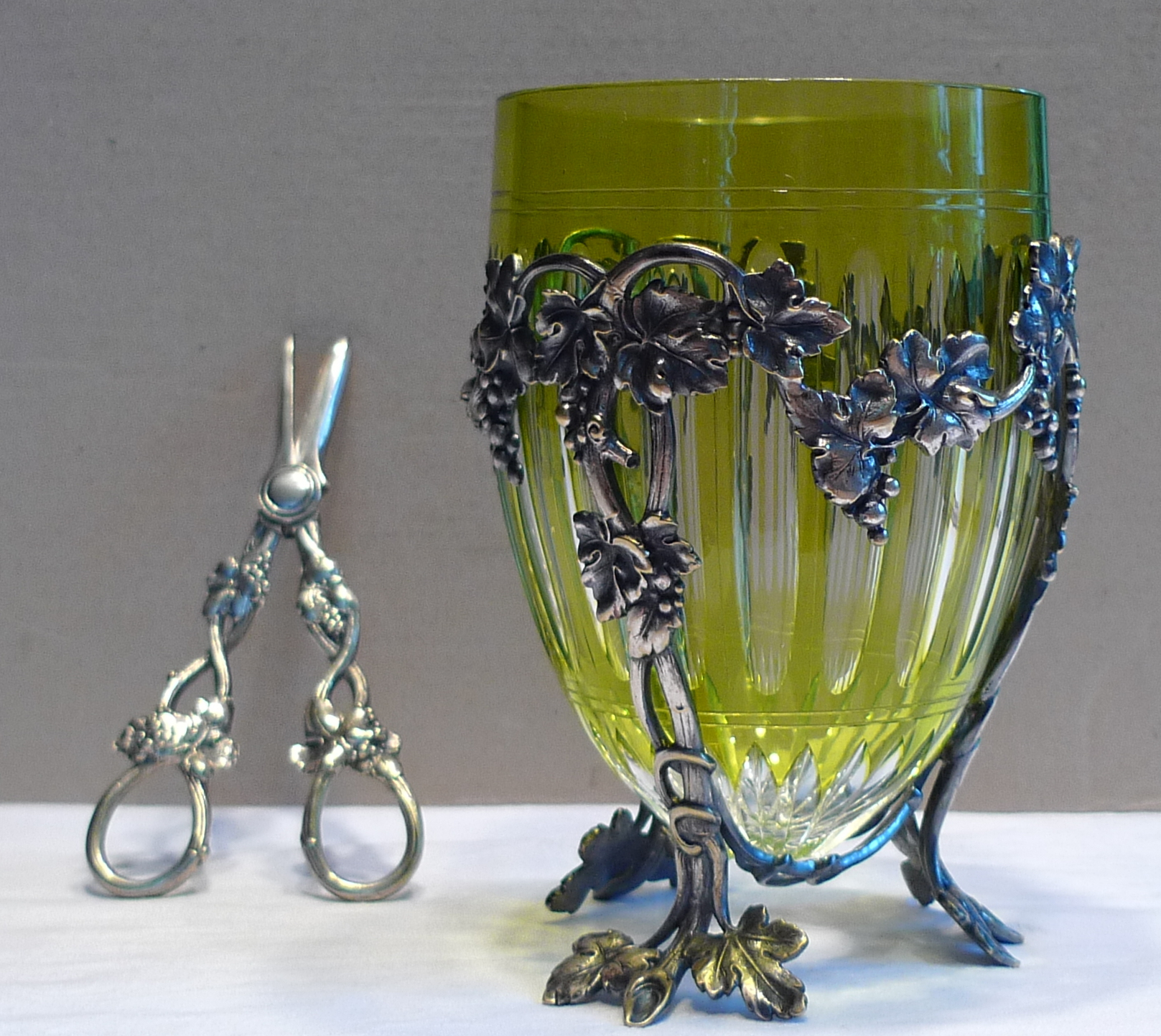
Traubenwäscher mit Traubenschere

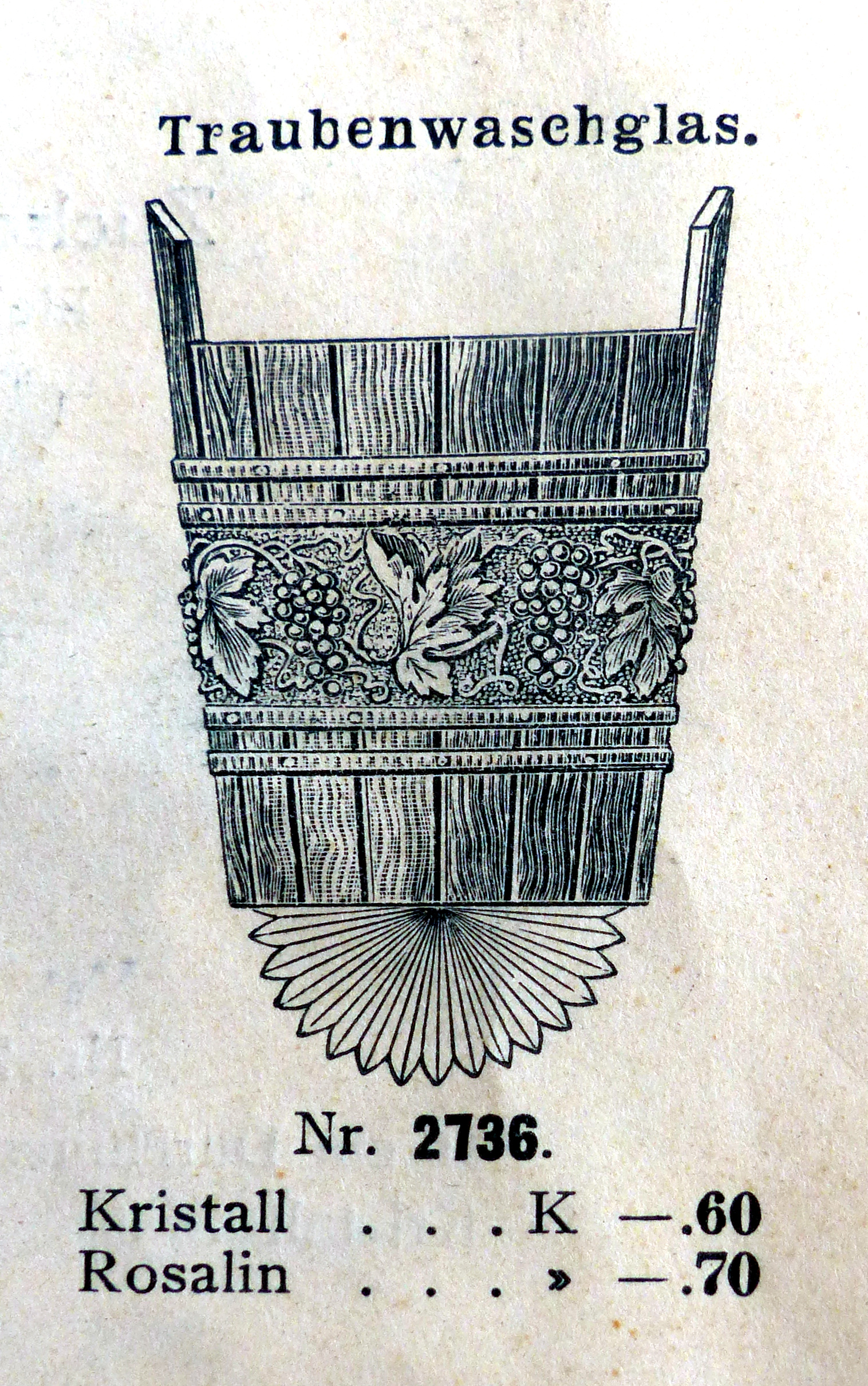
Traubenwaschglas im Verkaufskatalog der Firma Stölze (1906)

Der Traubenwäscher oder Traubenspüler war ein Bestandteil der großbürgerlichen und adligen Tafelkultur des 19. bis Mitte des 20. Jahrhunderts. Der Traubenwäscher besteht aus einem meist traubenförmigen Glasbehälter, der in einem mehr oder weniger verzierten Metallgestell präsentiert wird. Einige Modelle wurden durch eine kleine Traubenschere und einen Abtropfeinsatz ergänzt. Traubenwäscher waren vor allem in der Österreich-Ungarischen Monarchie und im Deutschen Kaiserreich verbreitet.

## Geschichte und Verwendung
Tischgefäße, die der Präsentation von Tafeltrauben dienten, sind seit dem 18. Jahrhundert bekannt. Frühe Traubenwaschgefäße wurden zumeist aus Porzellan oder Steingut hergestellt. Seit Mitte des 19. Jahrhunderts wurden sie bevorzugt aus Glas gefertigt.
Der herausnehmbare Glasbehälter, oft in Form einer stilisierten Traube, wird häufig in einem Metallgestell präsentiert. Die Metallmonturen wurden von namhaften Manufakturen und Juwelieren hergestellt, die die zugehörigen Glasbehälter bei renommierten Glashütten, wie Joh. Loetz Witwe oder Moser,  bestellt haben.
Einige – vornehmlich einfachere – Traubenwaschgefäße aus Pressglas der Firmen C. Stölzle’s Söhne, Inwald oder J. Schreiber & Neffen besitzen die charakteristische Form einer gläsernen Weinbütte mit zwei Henkeln ohne Metallgestell. In Frankreich entwarf René Lalique in den 1930er Jahren sandgestrahlte und patinierte Traubenwaschgefäße.
Über den Gebrauch dieses Tafelgerätes gibt es in der Literatur unterschiedliche Auffassungen. Zum einen geht man davon aus, dass die kurz vor dem Auftragen gewaschenen Trauben zum Präsentieren in das Glasgefäß gegeben wurden, so dass sich das überschüssige Waschwasser im Gefäß sammeln konnte. Denkbar wäre jedoch auch, dass die Trauben direkt am Tisch in dem wassergefüllten Glasbehälter abgespült wurden. Für die zweite Gebrauchsform spricht, dass neben den Traubenwaschgefäßen gelegentlich in den Verkaufskatalogen passende Abtropfsiebe, Traubenscheren und Traubenservices angeboten wurden.

## Metallmonturen und Metallgestelle
Namhafte Metallwarenhersteller produzierten um 1900 verschiedene Metallgestelle, die sie mit einfachen, dekorierten oder geschliffenen Gläsern ergänzten und in ihren Verkaufskatalogen angeboten haben.
Die Gestelle wurden häufig aus Alpacca – mitunter versilbert und vergoldet – Silber, Messing oder Zinn gefertigt. Zahlreiche einfachere Metallgestelle wurden häufig vernickelt oder verchromt. Charakteristisches Merkmal vieler Traubenwäscher sind zwei seitlich angebrachte Henkel und ein formenreich gestalteter Fuß. In Wien fertigten auch einige Juweliere, wie u. a. Vincenz Carl Dubb (um 1900), der k.u.k. Hoflieferant Albin Denk oder Erich Kolbenheyer (1950/60), individuelle Metallfassungen für Traubenwäscher an.
Insbesondere die Metallwarenhersteller Argentor Rutz & Hetzel aus Wien, die niederösterreichische Berndorfer Metallwarenfabrik Arthur Krupp sowie die sächsische Metallwarenfabrik August Wellner Söhne aus Aue zeichnen sich durch zahlreiche filigrane und reich ornamentierte Entwürfe von Jugendstil-Traubenwäscher aus, die meist in versilberter oder vergoldeter Alpacca ausgeführt wurden.
Die deutschen Metallwarenhersteller Orivit (Köln) und WMF (Geislingen) entwarfen zu Beginn des 20. Jahrhunderts reich vegetabil verzierte Metallgestelle für Traubenwäscher aus Zinn, die mit meist farblosen, geschliffenen Glaseinsätzen ergänzt wurden.
Die slowakische Firma Sandrik, die in der ersten Hälfte des 20. Jahrhunderts vor allem Bestecke und Tafelgeräte für die gehobene Gastronomie hergestellt hat, fertigte in den 1920er Jahren Metallmonturen für Traubenwäscher aus versilberter Alpacca für Luxusrestaurants, u. a. für das Prager Hotel Jalta an.
Selten wurden auch Gestelle aus einer Materialkombination aus Weichholz- und Weißmetall angefertigt.

## Traubenbehälter
Die herausnehmbaren Glasbehälter wurden meist von den Herstellern der Metallmonturen bei bekannten böhmischen Glashütten in Auftrag gegeben. Die Berndorfer Metallwarenfabrik arbeitete um 1900 u. a. mit der Glashütte Joh. Loetz Witwe in Klostermühle zusammen, die für die Berndorfer Traubenwäscher ungeschliffene, grünlich irisierende Glaseinsätze herstellte.
Als Verleger bzw. Hersteller für geschliffene Glas- und Kristalleinsätze der Traubenwäscher sind u. a. Moser (Karlsbad), Lobmeyr (Wien), E. Bakalowits & Söhne (Wien) und Tiffany (New York) bekannt. Renommierte Künstler der Wiener Secession, wie Josef Hoffmann und  Koloman Moser, entwarfen u. a. für J. Meyr’s Neffe Jugendstil-Traubenwaschgefäße. Hochwertige Schliffdekore für die Glasgefäße wurden unter anderem in der Werkstatt von Josef Marian Pohl in Haida (heute Nový Bor) gefertigt.
Einfachere und preisgünstigere Glasbehälter aus meist gefärbtem Pressglas stellten u. a. die Firma C. Stölzle’s Söhne (Neu-Nagelberg), die Glashüttenwerke J. Schreiber & Neffen (Wien), die Hütte Libochovice und die Firma Josef Inwald (Prag / Wien) her.

## Galerie

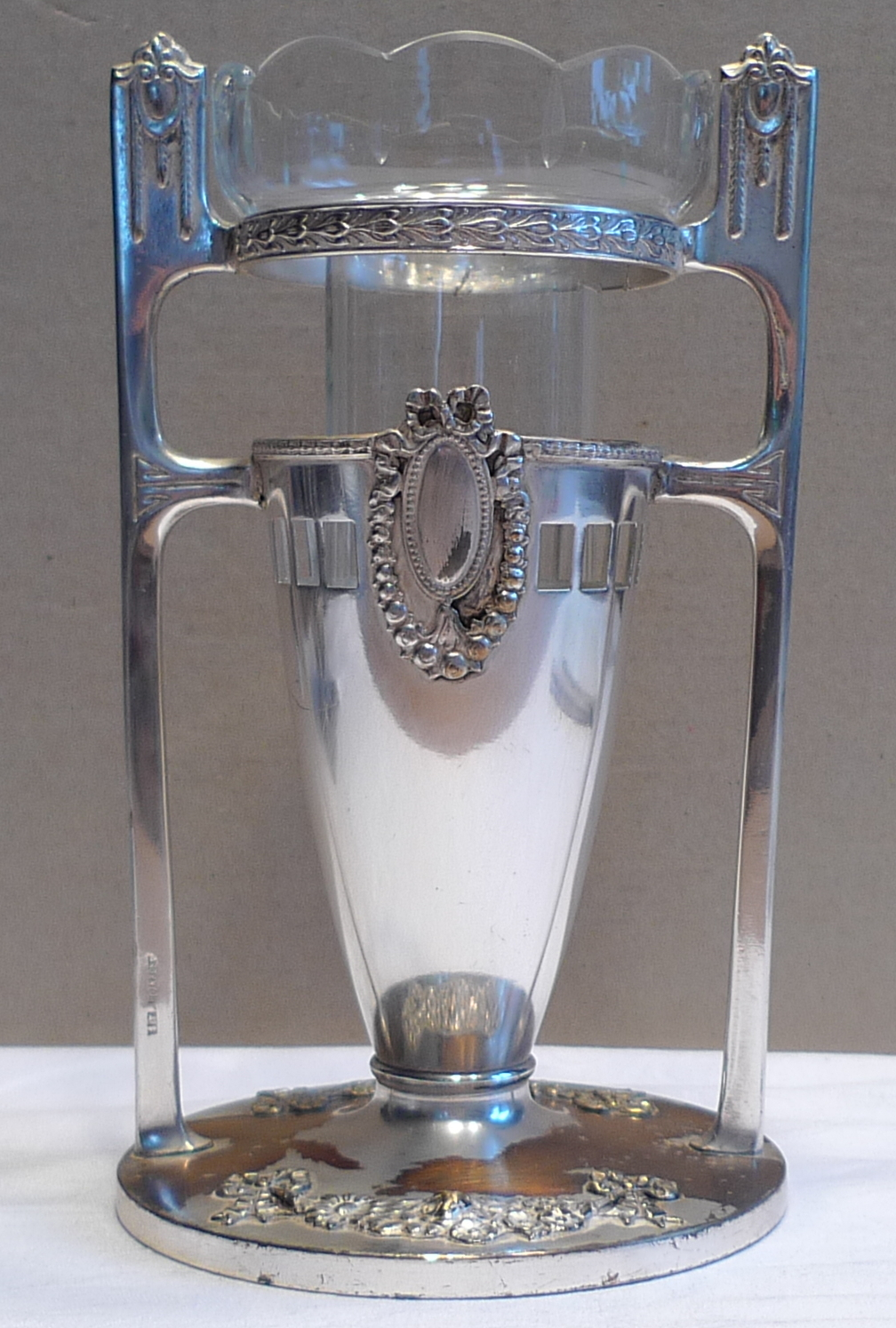
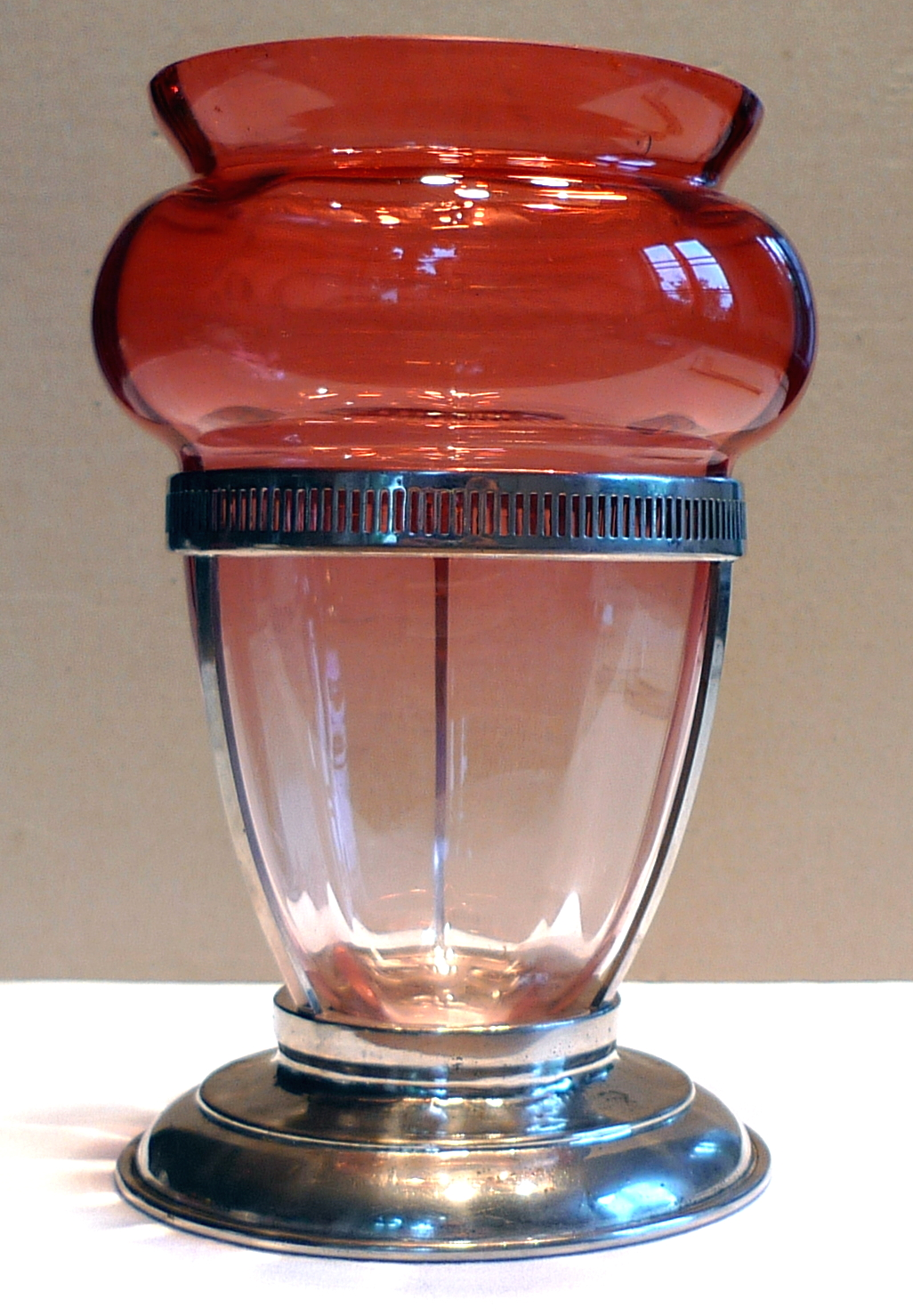
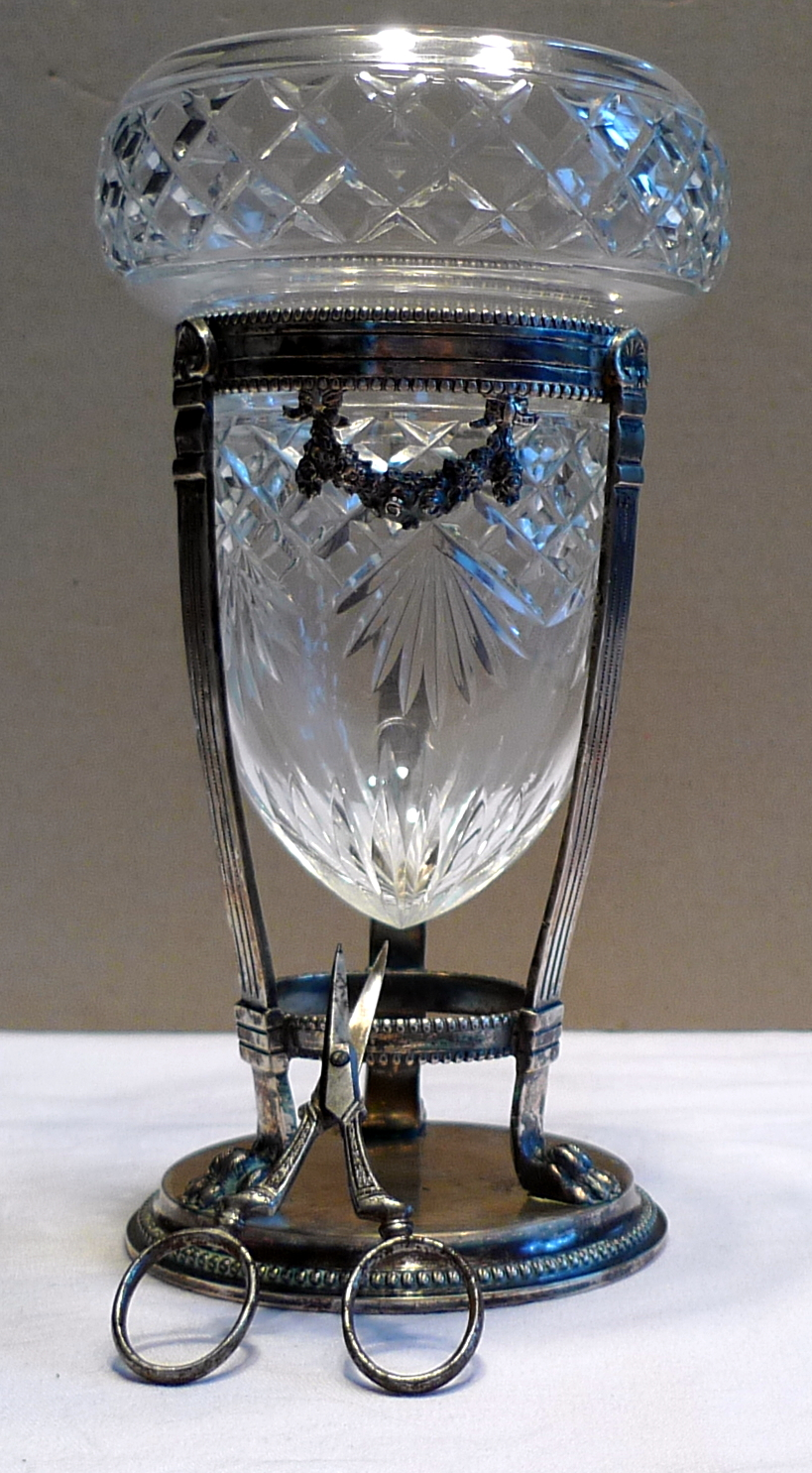
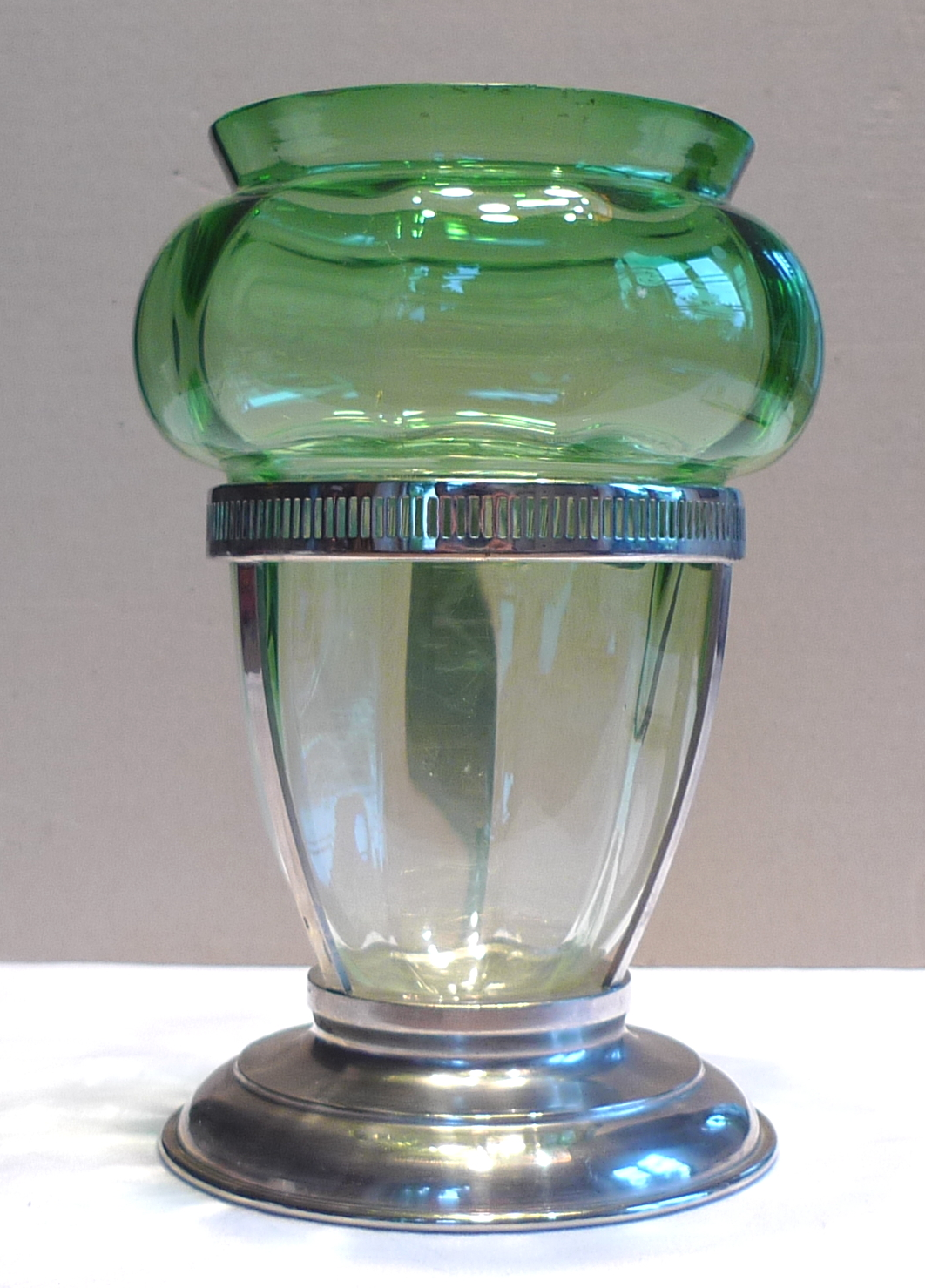
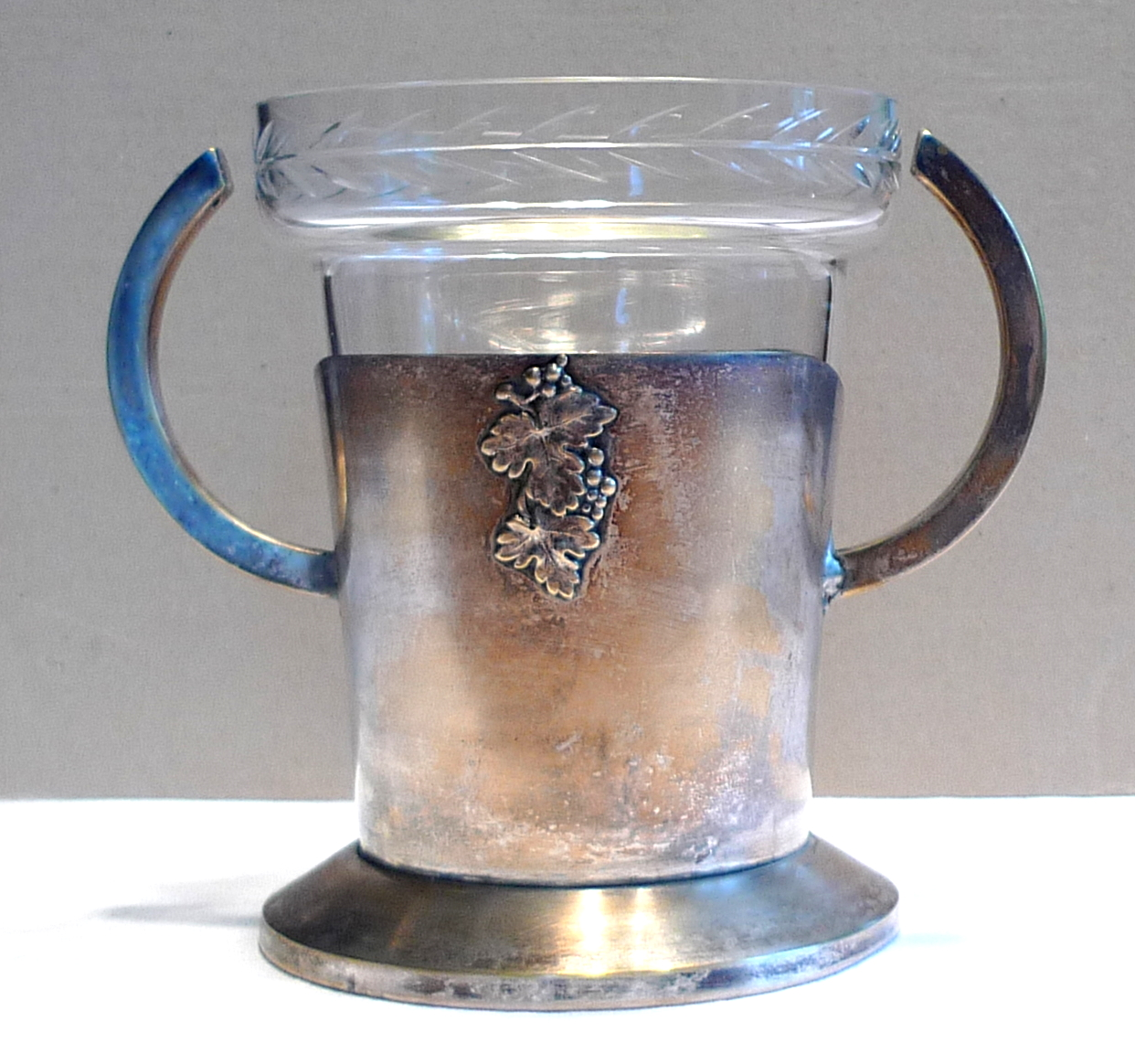
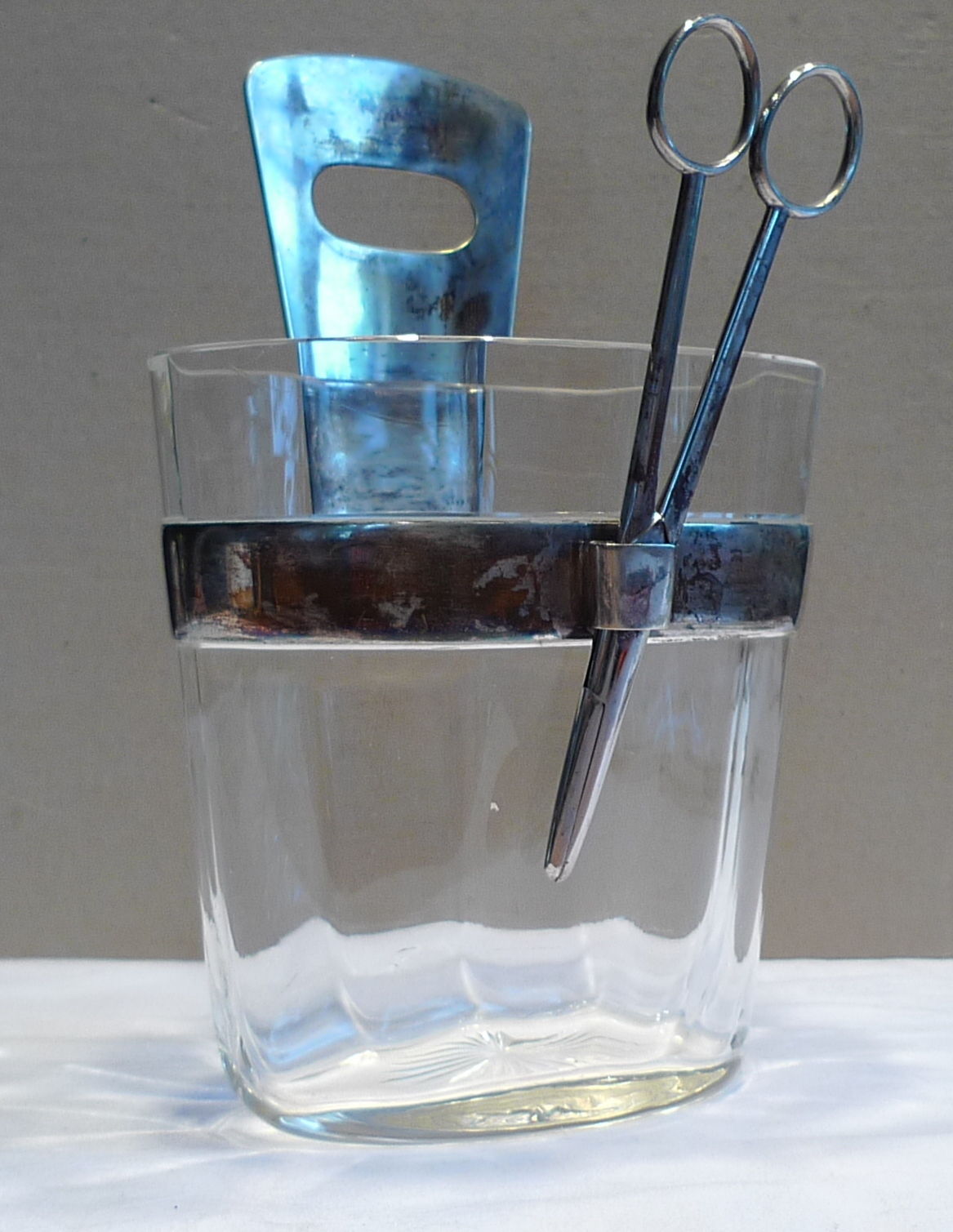

## Rezeption
Traubenwäscher werden heute in zahlreichen Kunst- und Designmuseen zeigt. In zahlreichen Fällen wird die Funktion der Geräte nicht korrekt, sondern als Vasen, Kühler oder Gebäckbehälter beschrieben.
Auf internationalen Auktionen erzielen gut erhaltene Gefäße in Abhängigkeit der Hersteller der Glasgefäße und der Metallmontierung sowie der Entwerfer der Modelle Preise zwischen 150 und einigen Tausend Euro.
Die Kunstgalerie Waldviertel in Waidhofen an der Thaya widmete den außergewöhnlichen Tafelgeräten 2022 anlässlich des Internationalen UNESCO-Jahr des Glases die Sonderausstellung Paul Richter & Hans Schak Traubenwäscher. Im Museum in Kautzen wurde im Sommer 2019 eine Sonderausstellung mit Exponaten der Sammlung Paul Richter und Eduard Stopfer gezeigt.